# Бартоліна Сіса
Бартоліна Сіса Варгас (ісп. Bartolina Sisa Vargas; прибл. 1750, Каракото, Віцекоролівство Перу, Іспанська імперія — 5 вересня 1782, Ла-Пас) — аймаранська героїня корінних народів, що очолювала повстання проти іспанського колоніального панування в Чаркасі, що тоді входило до складу віцекоролівства Перу і сучасної Болівії. Разом зі своїм чоловіком, вождем повсталих Тупаком Катарі, брала участь в організації облоги Ла-Паса. Її зрадили і здали іспанській владі, яка потім стратила.
З 1983 року у Болівії щорічно у день її смерті 5 вересня відзначається Міжнародний день жінок корінних народів. Ім'я Бартолін Сіси часто використовується організаціями в Болівії, як-от Конфедерація Бартолін Сіси — найбільша в країні профспілка селянок.

## Біографія
Народилася приблизно 1750 року в сім'ї Хосе Сіси та Хосефи Варгаси в селі Каракото, Королівська аудієнсія Чаркас, віцекоролівство Перу. Ще маленькою дитиною переїхала до Сіка-Сіка з сімʼєю, де вони торгували листям коки та працювали у виробництві тканих виробів. Як було заведено для селянських сімей регіону, вона подорожувала через Альтіплано, продаючи товари, вироблені її родиною. Зустрівши в Сіка-Сіка Хуліана Апаса, пізніше знаного як Тупак Катарі, Сіса вийшла за нього заміж і народила від нього чотирьох дітей. За словами францисканського ченця Матіаса Бальдеррами, Сіса була худорлява, середнього зросту, миловидної зовнішності і великого розуму.
З раннього дитинства Сіса була свідком насильства та несправедливості іспанських колонізаторів, жертвами якого часто ставали корінні народи. Це спонукало її приєднатися до свого чоловіка, який очолював антиколоніальні загони корінних народів у всьому Альтіплано.
1780 року відбулося повстання корінних народів, переважно аймара та кечуа, проти колоніальних правителів віцекоролівства Перу на чолі з Тупаком Амару II. Під час повстання Бартоліна Сіса отримала важливу керівну роль на чолі армії чисельністю близько 40 000 осіб.

### Облога Ла-Паса
13 березня 1781 року Бартоліна Сіса і Тупак Катарі взяли в облогу місто Ла-Пас, тодішню столицю Чаркаса і резиденцію колоніальної королівської аудієнсії, силами близько 20 000 осіб, до яких пізніше приєдналися ще 80 000 осіб. Місто розташовувалось в закритій долині, і тому вдалося повністю заблокувати його. За цей час Сіса організувала військові табори навколо всіх гірських перевалів, що вели до міста, і виступала як головнокомандувач повстанських сил. У травні іспанські війська спробували прорвати облогу та захопити Сісу, але їм це не вдалося.
Катарі та Сіса заснували двір в Ель-Альто, а їхня армія утримувала облогу протягом 184 днів, з березня по червень і з серпня по жовтень. Сіса відіграла вирішальну роль у повстанні після полону Катарі у квітні. Після майже 190 днів облоги її нарешті прорвало іспанське підкріплення, що прибуло з Ліми, Ла-Плати та Буенос-Айреса. Іспанські війська отримали допомогу від низки індіанських громад, налаштованих проти катаристів, що сприяло поразці Сіси. В ув'язненні над Сісою знущалися, щоб отримати інформацію, але вона нічого не виказала.

5 вересня 1782 року Сісу повісили на головній площі Ла-Паси після публічного приниження. Після смерті іспанці розчленували її тіло на шматки, голову виставили на науку місцевим жителям, а кінцівки відправили в різні села.

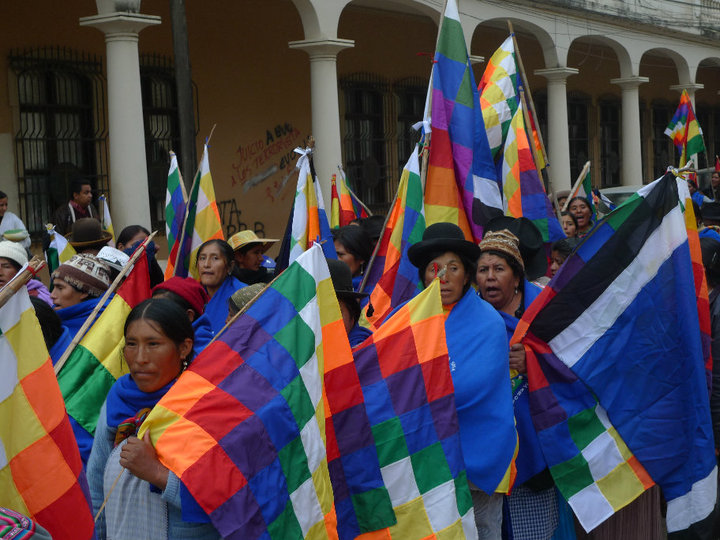
Конфедерація Бартоліни Сіси

## Спадщина
1980 року на її честь назвали профспілкову організацію Конфедерація Бартоліни Сіси, метою якої є покращення участі корінних і сільських жінок у політичних, соціальних й економічних рішеннях Болівії. Крім того, 1983 року друга нарада організацій і рухів Америки, що зібралася в Тіуанако, вирішила відзначати Міжнародний день жінок корінних народів кожного 5 вересня, в день страти Бартоліни Сіси.